# Noé (opera)
Noé är en opera i tre akter med musik av Jacques Fromental Halévy. Det var Halévys sista opera.
Operans libretto skrevs av Jules-Henri Vernoy de Saint-Georges, som hade skrivit Halévys första opera L'Artisan (1827). Noé bygger på den bibliska historien Noa.
Halévy arbetade på operan under sina sista år (1858–1862), men den förblev ofullbordad efter det att Parisoperan (som hade räknat sätta upp den 1860) bestämde sig för att uppskjuta premiären efter att läst partituret till de första fyra akterna. Den fullbordades slutligen av Halévys svärson Georges Bizet, som dock inte lyckades övertyga någon teater att sätta upp den. Den 5 april 1885 hade operan premiär i Karlsruhe, tio år efter Bizets egen död. Den är också känd under titeln som Bizet föreslog, Le Déluge (Syndafloden).

## Personer
- Saraï (Sopran)
- Noé (Bas)
- Ituriel (Tenor)
- Cham (Baryton)
- Ebba (Sopran)
- Sem (Tenor)
- Japhet (Sopran)
- Eliacin (Baryton)